# Bohuslän
Bohuslän (cateodata cunoscuta ca Bahusia) este o provincie a Suediei.

## Demografice
- Populație: 262.000 (1999)

## Județe
- Västra Götaland